# 鸡豆花
鸡豆花是川菜的传统菜品之一，以鸡肉为主要原料，因外观和口感似豆花而得名，口味清淡醇厚，亦为“不麻不辣”的川菜。

## 做法
将去掉筋膜的鸡肉剁成细腻的肉泥，再加入清汤、盐等调味料搅成糊状的鸡浆，然后将高汤烧至微沸，将鸡浆缓缓倒入高汤，待鸡浆凝固成雪花状时即可捞出成菜。